# チア男子!!
『チア男子!!』（チアだんし）は、朝井リョウによる日本の青春スポーツ小説作品。『桐島、部活やめるってよ』に続く作者の第2作目で、2010年10月5日に集英社より刊行されている。2011年に第3回高校生が選ぶ天竜文学賞を受賞した。著者の朝井の母校である早稲田大学に実在する男子チアリーディングチーム「SHOCKERS（ショッカーズ）」より着想を得ている。
朝井は自身にとって念願であった青春スポーツ小説というジャンルに挑戦しようという気持ちと、“全身マッサージを受けに来た人を気持ちよくして、帰そう”、というイメージで本作を執筆していたと語っている。

## あらすじ
幼い頃から柔道一筋に打ち込んできた晴希は挫折を経験し、怪我をしたのを機にやめてしまう。そんな時、幼馴染であり親友でもある同じく柔道を断念した一馬に誘われ、男子によるチアリーディンググループ「BREAKERS」（ブレーカーズ）を結成する。

## 登場人物
※ 声はテレビアニメのキャスト、演は舞台版・映画版のキャスト。

### 主要人物
坂東 晴希（ばんどう はるき）
声 - 米内佑希 / 演 - 舞台：本田礼生・映画：横浜流星
主人公の大学生。肩を壊して柔道を辞めていたところに一馬にチアリーディング部に誘われる。人見知りで高所恐怖症。柔道で相手を投げ飛ばす際には自分が投げられたかのような表情を見せるほど心優しく、一馬からは「人の気持ちがすごくよく分かるヤツ」と評価されていた。柔道一家に生まれたため、幼い頃から柔道をやっていたが、姉の晴子や一馬のようにインターハイに出場した経験がなく、自身に才能がないことを感じている。肩を壊した際には口実が出来て柔道を辞められると安心していた。誕生日は5月9日。
橋本 一馬（はしもと かずま）
声 - 岡本信彦 / 演 - 舞台：古田一紀・映画：中尾暢樹
晴希の幼馴染で良き理解者。晴希のことを常に気にかけており、成長を信じて見守っている。彼をチア部に誘う。亡き両親はチアリーディングをしていた。高校時代に柔道でインターハイに出場した経験がある。誕生日は8月10日。
溝口 渉（みぞぐち わたる）
声 - 杉田智和 / 演 - 舞台：平田雄也・映画：浅香航大
BREAKERS結成メンバー3人のひとり。20歳。理屈っぽい性格で、偉人の格言を引用するのが趣味。リズム感に乏しく、身体も堅い。家は料亭を営む。高校までは陸上で長距離走をやっていた。少々変わっている性格なため、高校時代まではまともな友人付き合いがなく、一人でひたすら走っていた。誕生日は12月25日。
徳川 翔（とくがわ しょう）
声 - 小野友樹 / 演 - 舞台：高野洸・映画：瀬戸利樹
イケメンでリーディングの経験者。晴希たちのデモンストレーションを見ており、素人同然の彼らのパフォーマンスに厳しい意見を述べていた。7人目として加わるが、高校で加入していたSPARKSでの3年時の夏の決勝戦でコーチの妹である高城さくらを落として怪我させてしまったという責任感、また落としてしまうのではないかという恐怖感から、入部の条件としてスタンツには加わらないことを提示する。しかし、BREAKERZを信頼していき、スタンツにも加わるようになる。私服のセンスが絶望的になく、絵心もない。CMキャラクターのリスジロー（声 - 小桜エツコ）が好きで、リスジローのTシャツやスマホのカバー、ストラップなどを身につけている。待ち受け画像もリスジローである。また、男子チア部の入部時にはヒマワリ食堂にあったフィギュアを入部祝いでもらっていた。晴希と同じバイトをしている。誕生日は10月31日。
遠野 浩司（とおの こうじ）
声 - 林勇 / 演 - 舞台：皇希・映画：小平大智
通称「トン」。体重100キロを超える巨漢で、いつもニコニコしている。まともな運動経験がなく、自分を変えるために男子チア部に入ることを決意する。メンバー唯一の彼女持ち。バレンタインデーの日にDREAMSの千裕が彼女であることが判明した。千裕からは「浩司」と呼ばれている。二浪して大学に入学している。誕生日は3月14日。
鈴木 総一郎（すずき そういちろう）
声 - 桑野晃輔 / 演 - 舞台：才川コージ・映画：菅原健
通称「イチロー」。高校まで野球をしていた。関西出身で、関西弁を使う。運動神経がよく、なんでもそつなくこなしてしまうため、野球でも入部してすぐにレギュラーを勝ち取っていた。出来ない人の気持ちが分からず、デリカシーのない発言が目立つが、バク転の練習に打ち込む晴希たちのためにバイトを早めに切り上げるなど仲間思いな一面もある。誕生日は4月2日。
長谷川 弦（はせがわ げん）
声 - 小西克幸 / 演 - 舞台：福澤侑・映画：岩谷翔吾
総一郎と同じく関西出身で、いつも彼とふたりでつるんでいる。総一郎とは幼馴染みであり、中学までは一緒に野球をしていた。なんでもそつなくこなしてしまう総一郎に敵わないと感じており、高校からはサッカーをやっていた。誕生日は9月27日。

### BREAKERS
森 尚史（もり ひさし）
声 - 畠中祐
根は真面目なのだが、少々口が悪い。誕生日は8月24日。
佐久間 龍造（さくま りゅうぞう）
声 - 村瀬歩
愛称は「サク」。威厳のある名前とは裏腹に、可愛らしい容姿を持つ。誕生日は3月3日。
安藤 タケル（あんどう タケル）
声 - 沢城千春
アフロヘアのお調子者。誕生日は6月7日。
金田 保（かねだ たもつ）
声 - 勝杏里
通称「金」。金髪のリーゼントがトレードマーク。誕生日は12月12日。
染谷 夏生（そめや なつき）
声 - 木村隼人
通称「銀」。保を兄貴と慕う。誕生日は1月25日。
乗田 大地（のりた だいち）
声 - 広瀬裕也
通称「銅」。夏生同様、保を慕う。誕生日は5月5日。
鍋島 卓哉（なべしま たくや）
声 - 木島隆一
ブレイクダンスを得意とする、鍋島兄弟の兄。誕生日は6月18日。
鍋島 卓巳（なべしま たくみ）
声 - 弓原健史
卓哉の2歳下の弟。誕生日は6月24日。
陳 子軒（チン・ズーシェン）
声 - 文曄星
中国からの留学生。怪しい京ことばを話す。誕生日は3月21日。

### SPARKS
堂本 仁（どうもと じん）
声 - 安元洋貴
全国でも強豪に属する、男女混成チアリーディングチーム「SPARKS（スパークス）」のキャプテン。
花咲 薫（はなさき かおる）
声 - 山谷祥生
アニメオリジナルキャラクター。SPARKSのルーキー。男子だけでチームを作ろうとしていた晴希たちにチアリーディングが甘いものではないと現実を突きつけるが、それが晴希がチアをやるきっかけになった。高校時代の翔とさくらのチアに憧れチアを始める。

### その他
高城 さつき（たかぎ さつき）
声 - 甲斐田裕子 / 演 - 映画：伊藤歩
晴希が通う「命志院大学」の女子チアリーディングチーム「DREAMS」のOGでコーチ。冷静で威厳のある外見とは裏腹に笑いの沸点が低い。
酒井 千裕（さかい ちひろ）
声 - 宇山玲加
DREAMSの現役メンバー。早朝練習中に晴希と出会ったことをきっかけに彼とたびたび言葉を交わすようになる。バレンタインデーに遠野の彼女であったことが発覚した。遠野の「今年は」という言葉から付き合って1年以上経っているものと思われる。遠野からは「ちーちゃん」と呼ばれていた。
坂東 晴子（ばんどう はるこ）
声 - 藤村歩 / 演 - 映画：清水くるみ
晴希の姉で、女子柔道全国優勝の実力を持つ。晴希が柔道を辞めてチアリーディングをやることに反対している。晴希が柔道を辞めて以降、試合で勝つことができず、もっと強くならなければならないと自分を追い込んでいくが、自身とは違う道を選んだ晴希の謝罪と応援によりスランプを脱している。その後はチアリーディングをやる晴希を応援するようになった。
ヒマワリ食堂店主
声 - 佐々木睦
晴希たちが行きつけにしている食堂のマスター。リスジローのフィギュアを2セットも持っており、男子チア部に入部した翔に入部祝いとしてプレゼントした。
高城 さくら（たかぎ さくら）
声 - 伊瀬茉莉也 / 演 - 映画：唐田えりか
さつきの妹で、SPARKSのメンバーだった。ポジションはトップで、翔とはパートナーのような関係だったが、演技の最中に落下したことで車椅子生活を余儀なくされる。
鈴木 きらり（すずき きらり）
声 - 白石涼子
総一郎の妹で年が離れている。兄思いで総一郎に内緒で誕生日プレゼントを用意しようと弦に協力を頼んだ。

## 書誌情報

### 小説
- 朝井リョウ 『チア男子!!』 集英社、全1巻
  1. 2010年10月5日発売[1]、ISBN 978-4-08-771374-9
- 朝井リョウ 『チア男子!!』 〈集英社文庫〉、全1巻
  1. 2013年2月20日発売[2]、ISBN 978-4-08-745032-3

### 漫画
- 原作：朝井リョウ、作画：まつもとあやか 『チア男子!!』 集英社 〈りぼんマスコットコミックスCookie〉、全4巻
  1. 2012年3月15日発売[15]、『CooKie』2011年8月号[3] - 12月号、ISBN 978-4-08-867191-8
  2. 2012年7月25日発売[16]、『CooKie』2012年1月号 - 5月号、ISBN 978-4-08-867213-7
  3. 2013年2月15日発売[17]、『CooKie』2012年6月号 - 11月号、ISBN 978-4-08-867256-4
  4. 2013年12月13日発売[18]、『CooKie』2013年1月号 - 5月号、ISBN 978-4-08-867303-5
    - 59*ライアー[19]（『ザ マーガレット』2013年8月号）
    - カヨちゃんは中央線に住んでいる[20]（『CooKie』2013年9月号別冊ふろく『Cookie next』）
- 原作：朝井リョウ、作画：近藤憲一 『チア男子!! -GO BREAKERS-』 集英社 〈ジャンプ・コミックス〉、全2巻
  1. 2016年7月4日発売[21][22]、『少年ジャンプ+』2016年4月5日18号[4] - 6月7日27号、ISBN 978-4-08-880739-3
  2. 2016年12月2日発売[23]、『少年ジャンプ＋』2016年6月21日29号 - 11月8日49号[5]、ISBN 978-4-08-880841-3

## テレビアニメ
2016年7月より9月までTOKYO MX、BS11他にて放送された。浅田弘幸がキャラクター原案を担当しているが、この事は浅田の作品『テガミバチ』の単行本第20巻にて告知されていた。作内では公式スポーツドリンクとして「ポカリスエット」が登場する。

### スタッフ
- 原作 - 朝井リョウ
- 監督 - 吉村愛
- シリーズ構成 - 吉田玲子
- キャラクター原案 - 浅田弘幸
- キャラクターデザイン - 鶴田眸
- サブキャラクターデザイン - 小倉典子[6]
- アクション作画監督 - 谷津美弥子[6]
- プロップデザイン - 佐久間康子[6]
- 美術監督 - 保木いずみ[6]、加藤浩[6]
- 美術設定 - 加藤浩、米川信悟
- 色彩設計 - 歌川律子[6]
- 3D・撮影監督 - 織田頼信[6]
- 編集 - 池田康隆[6]
- 音響監督 - 木村絵理子[6]
- 音楽 - TAKAROT
- 音楽制作 - ランティス[6]
- 音楽プロデューサー - 大久保隆一
- チーフプロデューサー - 藤澤宜彦
- プロデューサー - 加戸裕子、平山亜希子、金子広孝、大久保隆一、高橋博、雪田雅人
- アニメーションプロデューサー - 齋藤弥生
- アニメーション制作 - ブレインズ・ベース
- 製作 - チア男子!!製作委員会（バンダイビジュアル、NAS、TOKYO MX、ランティス、集英社、ブレインズ・ベース、ソニーPCL）

### 主題歌
オープニングテーマ「初めの一歩」
作詞・作曲 - PON / 編曲 - ラックライフ、TAKAROT / 歌 - ラックライフ
第1話ではエンディングで使用。
エンディングテーマ「LIMIT BREAKERS」（第2話 - 第4話、第5.5話 - 第11話）
作詞 - 結城アイラ / 作曲・編曲 - TAKAROT / 歌 - BREAKERS［坂東晴希（米内佑希）、橋本一馬（岡本信彦）、徳川翔（小野友樹）、溝口渉（杉田智和）、遠野浩司（林勇）、鈴木総一郎（桑野晃輔）、長谷川弦（小西克幸）］
挿入歌「Special Night」（第7話） / 「Cheer to the Sky」（第8話）
作詞 - Kanata Okajima / 作曲・編曲 - TAKAROT / 歌 - PON

### 各話リスト
| 話数         | サブタイトル                 | 脚本       | 絵コンテ              | 演出                  | 作画監督                                                                        | 総作画監督 |
| ------------ | ---------------------------- | ---------- | --------------------- | --------------------- | ------------------------------------------------------------------------------- | ---------- |
| EPISODE 01   | 幕が上がる                   | 吉田玲子   | 吉村愛                | 吉村愛                | 鶴田眸、小谷杏子                                                                | 鶴田眸     |
| EPISODE 02   | 始まりのチアスマイル         | 吉田玲子   | 三上喜子              | 三上喜子              | 松下郁子、高原修司 重本和佳子、徳田夢之介                                       | 小倉典子   |
| EPISODE 03   | 七人目のリスジロー           | 吉田玲子   | 相澤伽月              | 高橋謙仁              | 服部一郎、大森英敏 小笠原優、松下純子                                           | 鶴田眸     |
| EPISODE 04   | 壊したいもの                 | 國澤真理子 | すずきたかとし        | すずきたかとし        | 高橋敦子                                                                        | 小倉典子   |
| EPISODE 05   | LET'S GO BREAKERS!           | 内海照子   | 川崎芳樹              | 川崎芳樹              | 小谷杏子                                                                        | 鶴田眸     |
| EPISODE 05.5 | 七人で見た景色               | -          | -                     | -                     | -                                                                               | -          |
| EPISODE 06   | RE.START                     | 吉田玲子   | 大畑清隆              | 井之川慎太郎          | 斎藤大輔、重本和佳子 本橋秀之                                                   | 小倉典子   |
| EPISODE 07   | 歪み                         | 國澤真理子 | すずきたかとし        | すずきたかとし        | 長谷川一生、松岡秀明                                                            | 鶴田眸     |
| EPISODE 08   | 絆のご来光                   | 吉田玲子   | 河村智之              | 河村智之              | 高原修司、鈴木信一 重本和佳子                                                   | 小倉典子   |
| EPISODE 09   | 太陽の涙                     | 吉田玲子   | 川口敬一郎            | 山口美浩 鄭泳勲       | 金濟享、中屋了 丹羽恭利、服部益実 鄭泳勲、保村成 手島勇人、藤木泰史             | 鶴田眸     |
| EPISODE 10   | 君に伝えたかったこと         | 内海照子   | 川崎芳樹              | 川崎芳樹              | 西村彩、三井麻未 佐藤このみ、たかおかきいち                                     | 小倉典子   |
| EPISODE 11   | ビタースイート・バレンタイン | 吉田玲子   | 三上喜子              | 三上喜子              | 粟井重紀、青野厚司 田中宏紀、松下純子                                           | 鶴田眸     |
| EPISODE 12   | チアダンシ!!                 | 吉田玲子   | 吉村愛 すずきたかとし | 吉村愛 すずきたかとし | 小谷杏子、小倉典子 高原修司、荻原みちる 鶴田眸、石上ひろ美 重本和佳子、菅野利之 | 小倉典子   |

### 放送局
| 放送期間               | 放送時間                     | 放送局     | 対象地域 | 備考                  |
| ---------------------- | ---------------------------- | ---------- | -------- | --------------------- |
| 2016年7月5日 - 9月27日 | 火曜 23:00 - 23:30           | TOKYO MX   | 東京都   | 製作委員会参加        |
| 2016年7月6日 - 9月28日 | 水曜 0:00 - 0:30（火曜深夜） | サンテレビ | 兵庫県   |                       |
|                        | 水曜 0:30 - 1:00（火曜深夜） | KBS京都    | 京都府   |                       |
|                        | 水曜 3:05 - 3:35（火曜深夜） | テレビ愛知 | 愛知県   |                       |
| 2016年7月7日 - 9月29日 | 木曜 0:30 - 1:00（水曜深夜） | BS11       | 日本全域 | BS放送 / 『ANIME+』枠 |

| 配信期間               | 配信時間                   | 配信サイト                             |
| ---------------------- | -------------------------- | -------------------------------------- |
| 2016年7月7日 - 9月29日 | 木曜 0:00（水曜深夜） 更新 | バンダイチャンネル / ひかりTV / bonobo |
|                        | 木曜 23:00 - 23:30         | ニコニコ生放送                         |

### Blu-ray / DVD
| 巻  | 発売日         | 収録話          | 規格品番     | 規格品番      |
| 巻  | 発売日         | 収録話          | BD特装限定版 | DVD特装限定版 |
| --- | -------------- | --------------- | ------------ | ------------- |
| 1   | 2016年9月27日  | 第1話 - 第2話   | BCXA-1146    | BCBA-4789     |
| 2   | 2016年10月26日 | 第3話 - 第4話   | BCXA-1147    | BCBA-4790     |
| 3   | 2016年11月25日 | 第5話 - 第6話   | BCXA-1148    | BCBA-4791     |
| 4   | 2016年12月22日 | 第7話 - 第8話   | BCXA-1149    | BCBA-4792     |
| 5   | 2017年1月27日  | 第9話 - 第10話  | BCXA-1150    | BCBA-4793     |
| 6   | 2017年2月24日  | 第11話 - 第12話 | BCXA-1151    | BCBA-4794     |
| BOX | 2019年4月26日  | 第1話 - 第12話  | BCXA-1430    | -             |

### Webラジオ
『チア男子!!〜RADIO BREAKERS〜』のタイトルで2016年6月20日にプレ配信、同年7月4日より10月10日まで通常回、11月28日にイベントに伴う特別回が配信された。配信サイトは音泉で、更新は月曜日。パーソナリティは米内佑希（坂東晴希 役）。以下、特記の無い限りは公式サイトの案内に基づく。

#### ゲスト
- 第0、1、2、15回：岡本信彦（橋本一馬 役）
- 第3、4、14回：林勇（遠野浩司 役）
- 第5、6回：小西克幸（長谷川弦 役）
- 第7、8回：畠中祐（森尚史 役）
- 第9、10回：杉田智和（溝口渉 役）
- 第11、12回：桑野晃輔（鈴木総一郎 役）
- 第13、CD録りおろし回：小野友樹（徳川翔 役）

#### コーナー
- ふつおた - 出演者への質問、作品や番組への感想など、特定のテーマに属さないメールのコーナー。
- ぶち壊せ！ BREAKERS！ - リスナーから、壊したいこと、打ち破りたいことを募集し、出演者がそのための方法などについてアドバイスを展開するコーナー。
- 2分30秒にかける挑戦！ - チアリーディング大会の競技時間である2分30秒になぞらえ、チアリーディングに必要な要素を踏まえつつ出演者にリスナーが挑戦させたいことを投稿、2分30秒という時間の中で出演者がチャレンジするコーナー。
- バイト男子！ - キャラクターがアルバイトをしていることになぞらえ、メンバーに似合いそうなアルバイトをテーマとして募集。また、面白いバイトの紹介などから、どのキャラクターに適切なのかを考えたりするコーナー。

#### ラジオCD
- ラジオCD「チア男子!!〜RADIO BREAKERS〜」 - 2016年12月28日発売。CD2枚組、1枚目は新規録り下ろしのオーディオCD、2枚目は、MP3形式で配信分のラジオを全て収録。「ブレイカーズ 男祭り2016」で先行販売された。

## 舞台
音楽朗読劇『SOUND THEATRE チア男子!! 〜GO! 音劇男子!!〜』
2016年10月1日・2日に舞浜アンフィシアターで上演。アニメ版キャストによる朗読に加え、早稲田大学の男子チアリーディングチームSHOCKERSによるパフォーマンスも披露される。
Live Performance Stage『チア男子!!』
2016年12月にAiiA 2.5 Theater Tokyoで上演。主演は本田礼生、古田一紀。

## 映画
2019年5月10日に公開。監督は風間太樹、脚本は登米裕一。主演は横浜流星と中尾暢樹。また、アニメ版で晴希役の声優を務めた米内佑希が友情出演している。
キャッチコピーは「チアをはじめていなかったら、こんな笑顔に出会えなかった。全員で、翔べ！」。 
チアリーディング未経験だったキャスト陣は映画のために、クランクインの三ヵ月前から特訓してもらった。映画の公開同日には主要キャスト7名のチアリーディング練習の様子を記録したドキュメンタリーDVD『公開記念 チア男子!! Road to BREAKERS!!』がバンダイナムコアーツより発売された。
2020年9月26日に映画Blu-rayとDVDリリース。

### キャスト（映画）
主要キャストは上記#登場人物を参照。
- 小久保：山本千尋[14]

### スタッフ（映画）
- 原作：朝井リョウ『チア男子!!』（集英社文庫刊）
- 監督：風間太樹
- 脚本：登米裕一
- 音楽：野崎良太 & Musilogue
- 主題歌：阿部真央『君の唄(キミノウタ)』 (PONY CANYON)
- 製作：川城和実、三宅容介、岡田美穂、潮田一、木下暢起、菅野信三
- エグゼクティブプロデューサー：濱田健二、大熊一成、吉條英希
- プロデューサー：西川朝子、代情明彦、唯野友歩
- アソシエイトプロデューサー：大﨑紀昌、沖貴子、青木裕子
- 撮影：清川耕史
- 照明：織田誠
- 美術：仲前智治
- 録音：石寺健一
- 編集：加藤ひとみ
- 音響効果：赤澤勇二
- 衣装：馬場恭子、白石妙子
- ヘアメイク：金山貴成、平方さつき
- スクリプター：田村寿美
- キャスティング：杉野剛
- ラインプロデューサー：鶴岡智之
- チアリーディング監修・振付：杢元良輔
- 助監督：長尾くみこ
- 制作担当：柳澤誠
- アシスタントプロデューサー：伴瀬萌
- 配給：バンダイナムコアーツ、ポニーキャニオン
- 制作プロダクション：AOI Pro.
- 製作：LET'S GO BREAKERS PROJECT（バンダイナムコアーツ、ポニーキャニオン、関西テレビ放送、AOI Pro.、集英社、東急レクリエーション）

### 受賞歴
- 第43回日本アカデミー賞 新人俳優賞（横浜流星）[注 1][37]

### Blu-ray・DVD（映画）
- 「公開記念 チア男子!!Road to BREAKERS!!」DVD（2019年5月10日、BCBE-4944）
- 映画『チア男子!!』特装限定版 Blu-ray/DVD（2020年9月26日、BCXJ-1488 / BCBJ-4970）
  - 本編ディスク：ラストチア特別版入り
  - 特装限定版：特製三方背ケース、8つ折りライナーノート、紙製ポストカードフレーム、オリジナルポストカード3枚
  - 特典DVD ディスク1：風間太樹監督ｘ中尾暢樹/瀬戸利樹/岩谷翔吾/菅原健 リレービジュアルコメンタリー、本編未公開シーン集
  - 特典DVD ディスク2：メイキング、完成披露試写会、初日舞台挨拶、横浜流星/中尾暢樹未公開インタビュー
- 映画『チア男子!!』Amazon.co.jp限定 特装限定版 Blu-ray/DVD（2020年9月26日）
  - 特装限定版の内容 ＋ Amazon.co.jp限定特典DVD：特番「令和元年、もっとも熱い映画『チア男子!!』を徹底解剖!!」

### サウンドトラック（映画）
- 映画『チア男子!!』オリジナル・サウンドトラック（2019年5月8日、アーティスト：野崎良太＆Musilogue、PCCR-00682）

| #   | タイトル                      | 作詞 | 作曲・編曲 |
| --- | ----------------------------- | ---- | ---------- |
| 1.  | 「柔道場-晴子-」              |      |            |
| 2.  | 「柔道場-晴希-」              |      |            |
| 3.  | 「Opening Theme-Album Edit-」 |      |            |
| 4.  | 「帰り道」                    |      |            |
| 5.  | 「希望の記憶」                |      |            |
| 6.  | 「食堂」                      |      |            |
| 7.  | 「トン発見」                  |      |            |
| 8.  | 「溝口のテーマ」              |      |            |
| 9.  | 「トン・溝口合流」            |      |            |
| 10. | 「Action」                    |      |            |
| 11. | 「怪しい男(一馬Ver.1)」       |      |            |
| 12. | 「怪しい男(一馬Ver.2)」       |      |            |
| 13. | 「実演会」                    |      |            |
| 14. | 「学生会のテーマ」            |      |            |
| 15. | 「青春のページ」              |      |            |
| 16. | 「初めてのスタンツ」          |      |            |
| 17. | 「合同練習」                  |      |            |
| 18. | 「翔のロンバク宙」            |      |            |
| 19. | 「点描」                      |      |            |
| 20. | 「緊張感」                    |      |            |
| 21. | 「晴希の目標」                |      |            |
| 22. | 「土手」                      |      |            |
| 23. | 「一馬の想い」                |      |            |
| 24. | 「BREAKERSのテーマ」          |      |            |
| 25. | 「トスミス」                  |      |            |
| 26. | 「溝口の反撃」                |      |            |
| 27. | 「想起した過去」              |      |            |
| 28. | 「それぞれの夜」              |      |            |
| 29. | 「一馬の想い(Ver.2)」         |      |            |
| 30. | 「夜明け」                    |      |            |
| 31. | 「練習復帰」                  |      |            |
| 32. | 「Finale」                    |      |            |

### イベント（映画）
- 2019年4月15日 - 完成披露試写会（品川ステラボール）[38][39]
  - 横浜流星、中尾暢樹、瀬戸利樹、岩谷翔吾、菅原健、小平大智、浅香航大、風間太樹監督
- 2019年4月26日 - 『チア男子!!』ｘ『桐島部活やめるってよ』朝井リョウ 原作二本立て試写会（スペースFS汐留）[40]
  - 浅香航大、清水くるみ
- 2019年5月7日 - 公開直前ヒット祈願&主題歌リリース記念イベント（東京ドームシティ ラクーアガーデンステージ）[41][42]
  - 横浜流星、中尾暢樹、瀬戸利樹、岩谷翔吾、菅原健、小平大智、浅香航大、阿部真央
- 2019年5月10日 - 初日舞台挨拶（TOHOシネマズ日比谷）[43][44] ※全国劇場103館でライブビューイング実施
  - 横浜流星、中尾暢樹、瀬戸利樹、岩谷翔吾、菅原健、小平大智、浅香航大、阿部真央、風間太樹監督
- 2019年5月11日 - 舞台挨拶（TOHOシネマズ新宿・池袋HUMAXシネマズ・TOHOシネマズ六本木）[45][46]
  - 横浜流星、中尾暢樹、瀬戸利樹、岩谷翔吾、菅原健、小平大智、浅香航大、風間太樹監督
- 2019年5月12日 - 舞台挨拶（109シネマズ二子玉川・TOHOシネマズ川崎・109シネマズ湘南）[47]
  - 中尾暢樹、瀬戸利樹、岩谷翔吾、菅原健、小平大智、浅香航大、風間太樹監督
- 2019年5月14日 - 舞台挨拶「チア男子!!女子会」（TOHOシネマズ日比谷）[48]
  - 清水くるみ、唐田えりか、風間太樹監督
- 2019年5月19日 - 応援上映 / 劇場生コメンタリー（109シネマズ二子玉川）[49]
  - 中尾暢樹、菅原健、小平大智、浅香航大、風間太樹監督
- 2019年5月20日 - 舞台挨拶（山形ソラリス）[50]
  - 浅香航大、風間太樹監督
- 2019年5月31日 - 舞台挨拶（109シネマズ大阪エキスポシティ）[51]
  - 浅香航大、風間太樹監督
- 2019年6月1日 - 舞台挨拶（109シネマズ名古屋）[51]
  - 中尾暢樹、浅香航大、風間太樹監督
- 2019年6月1日 - 『チア男子‼』ｘ『青の帰り道』青春映画コラボトークショー（アップリンク吉祥寺）[52]
  - 風間太樹監督、藤井道人監督
- 2019年6月8日 - 舞台挨拶（アップリンク渋谷）[53]
  - 中尾暢樹、ふくだももこ、風間太樹監督
- 2019年6月9日 - 舞台挨拶（アップリンク渋谷）[54]
  - 小平大智、西川朝子プロデューサー、風間太樹監督
- 2019年6月21日 - 舞台挨拶（アップリンク渋谷）[55]
  - 中尾暢樹、瀬戸利樹、菅原健、小平大智、浅香航大、風間太樹監督
- 2019年7月22日 -「公開記念 チア男子!! Road to BREAKERS!!」上映会＆トークイベント（タワーレコード渋谷店）[56]
  - 中尾暢樹、小平大智、チアリーディング指導の杢元良輔、風間太樹監督
- 2019年9月7日 - 舞台挨拶（山形鶴岡まちなかキネマ）[57]
  - 石寺健一 録音、風間太樹監督
- 2019年9月28日 - 舞台挨拶（鹿児島ガーデンズシネマ）[58]
  - 西川朝子プロデューサー、風間太樹監督